# Араратская область
Арара́тская о́бласть (арм. Արարատի մարզ) или сокращённо Арара́т (арм. Արարատо файле [ɑɾɑˈɾɑt]) — область в Армении, на западе граничит с Турцией, на юге — с Азербайджаном (Нахичеванская Автономная Республика), на юго-востоке — с Вайоцдзорской областью, на востоке — с Гегаркуникской областью, на севере — с Котайкской областью и столичным округом Ереван, на северо-западе с Армавирской областью. Административный центр — Арташат. Другие города — Арарат, Веди, Масис.

## История
Современная Араратская область была образована законом об административно-территориальном делении Республики Армения от 7 ноября 1995 года, в результате объединения Араратского, Арташатского и Масисского районов Армении.

## Достопримечательности
Архитектурно-исторические памятники области:
- Двин — крупный ремесленно-торговый город
- Крепость и церковь, X—XIII вв. — с. Урцадзор
- Церковь, VII в. — с. Шахап
- Обитель и надгробный памятник, X—XIII вв. — с. Урцадзор
- Хор Вирап, XIII в. — с. Покр Веди
- Крепость, IX—XIII вв. — с. Какаваберд
- Церковь Богородицы XI—XII вв. — с. Какаваберд
- Авуц-тар, монастырь, X—XIII вв. — с. Какаваберд
- Девичий монастырь, X—XIII вв. — с . Какаваберд

## Демография
|                     | 1991    | 1993    | 1995    | 1997    | 1999    | 2001    | 2002    | 2003    | 2004    | 2005    | 2006    | 2007    | 2010    |
| ------------------- | ------- | ------- | ------- | ------- | ------- | ------- | ------- | ------- | ------- | ------- | ------- | ------- | ------- |
| Население           | 278 900 | 279 700 | 269 800 | 269 000 | 268 900 | 271 800 | 271 900 | 272 100 | 272 700 | 273 400 | 274 200 | 275 100 | 279 200 |
| Городское население | 93 900  | 93 000  | 85 100  | 82 900  | 81 300  | 80 600  | 79 900  | 80 100  | 80 300  | 80 500  | 80 700  | 81 000  | 82 300  |
| Источник: ArmStat   |         |         |         |         |         |         |         |         |         |         |         |         |         |

### Национальный состав
| Национальность        | Перепись 2001 года | Доля населения адм.-терр. единицы | Перепись 2011 года | Доля населения адм.-терр. единицы |
| --------------------- | ------------------ | --------------------------------- | ------------------ | --------------------------------- |
| Всё население         | 272 016            | 100 %                             | 260 367            | 100 %                             |
| Армяне                | 263 357            | 96,82 %                           | 253 125            | 97,22 %                           |
| Езиды                 | 5 940              | 2,18 %                            | 4 975              | 1,91 %                            |
| Ассирийцы             | 1 926              | 0,71 %                            | 1 625              | 0,62 %                            |
| Русские               | 418                | 0,15 %                            | 436                | 0,17 %                            |
| Украинцы              | 70                 | 0,03 %                            | 63                 | 0,02 %                            |
| Грузины               | Нет данных         | Нет данных                        | 42                 | 0,02 %                            |
| Другие и не указавшие | 305                | 0,11 %                            | 101                | 0,04 %                            |

## Губернаторы[5]
- Давид Задоян (1996—1998)
- Овик Абраамян (1998—2000)
- Алик Саргсян (2000—2008)
- Вардгес Овакимян (2008—2010)
- Эдик Барсегян (2010—2013)
- Арамаис Григорян (2013—2014, 2017—2018)
- Рубик Абрамян (2014—2017)
- Гарик Саргсян (2018— 2020)
- Размик Тевонян (2020 — 2022)
- Седрак Тевонян (с 13.01.2022)

## Галерея

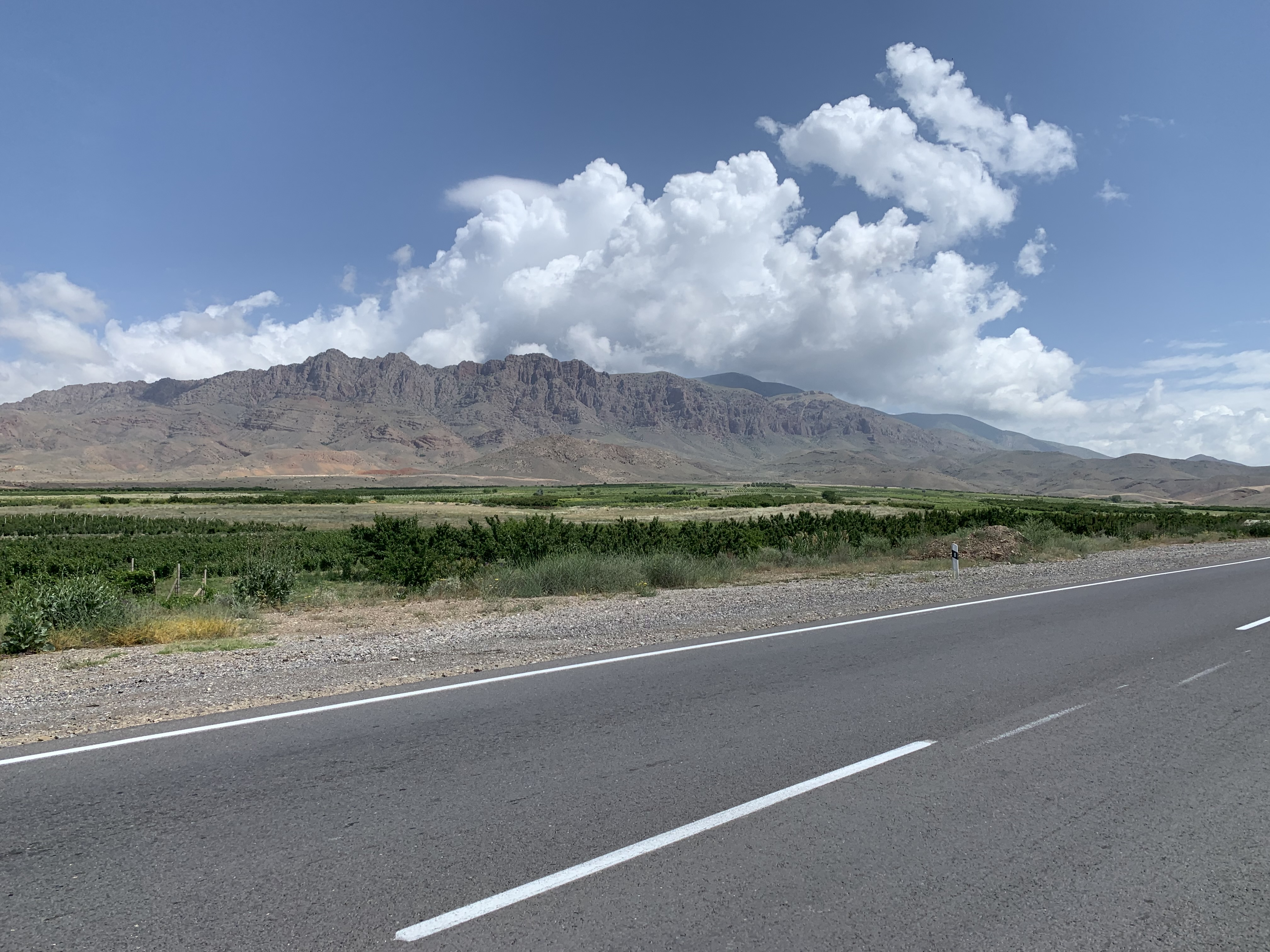
Участок трассы Север-Юг (Ерасх - Паруйр Севак)
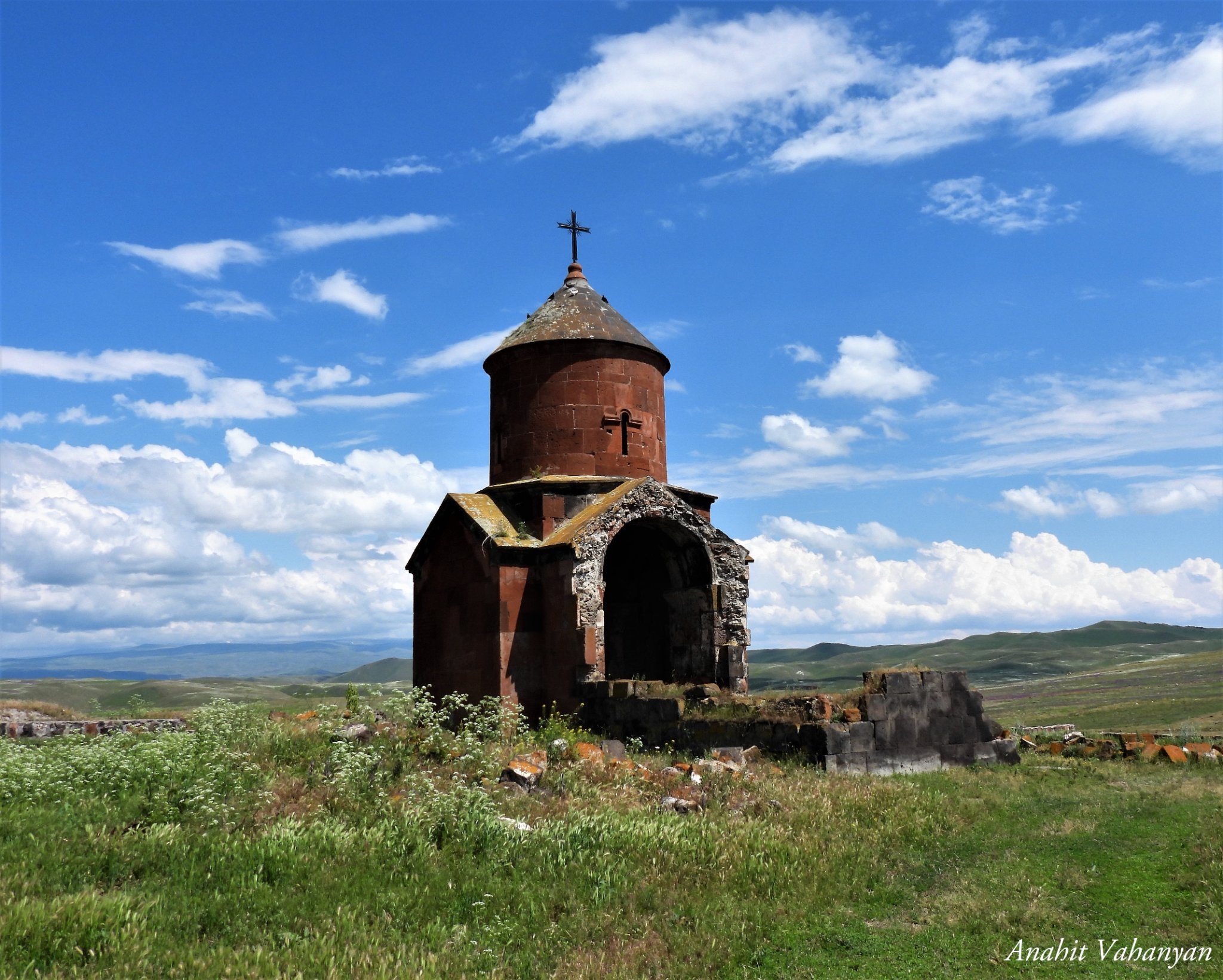
Церковь Аствацацин